# Deroplia hesperus
Deroplia hesperus là một loài bọ cánh cứng trong họ Cerambycidae.